# Младен Марков
Младен Марков (Самош, 1934 – Београд, 9. јануар 2015) био је српски књижевник. Део његове заоставштине, збирка која укључује награде, личне предмете и део библиотеке, налази се у Удружењу за културу, уметност и међународну сарадњу „Адлигат” у Београду, чији је био члан.

## Биографија
Марков је рођен у Банату, у селу Самошу 1934. године, у земљорадничкој породици. Деда имењак Младен Марков се доселио у Самош из оближње Боке. Умро је истог дана када му се родио унук Младен, будући књижевник. Отац Ђука је често путовао, па је о њему и мајци Види, бригу водио други деда. Живео је и одрастао Младен у кући свог деде по мајци, Живе Данкуловог берберина "кунташа". Основну школу је похађао за време Другог светског рата у родном месту. Нередовно се касније школовао због тешке озледе, од које се лечио пет година. Са 11 година прешао је у Панчево, где је само пет разреда гимназије завршио.
Неколико дана пре Дана младости, маја 1949. године, када се носила штафета председнику Титу, Марков је настрадао. Кладио се са другим дечацима да ће на панчевачкој железничкој станици Подтамиш, у воз, који је у покрету - ускочити. Међутим није успео, јер је воз јурио, одбачен незгодно је пао и поломио десну ногу. Због тежине повреде требало је да му секу ногу. Повређену ногу су ипак сачували, али су трајне последице остале. Испод гипса којим су му фиксирали ногу рана се гнојила. Лежао је у панчевачкој болници скоро годину и по дана. Како је ту постајала библиотека, лежећи толико у кревету интензивно је читао. Тада се везао за књижевност, којој ће посветити живот. Отпуштен је из болнице у тешком стању, са гипсом на нози. Можда би и умро, да га самошка лекарка Рускиња, Зинаида Сербинова није одмах ослободила гипса. Морао је да лежи још годину дана у Самошу, а за то време читао је француске и руске класике из докторкине личне библиотеке. Лечење се завршило на пластичној хирургији у Београду; изашао је из болнице са штаком и протезом. Вратио се млади Марков у Панчево и почео да самостално живи. Али на несрећу остаће инвалид за цео живот; штаку и протезу је одмах бацио у Тамиш. Пропустио је неколико година средње школе. Почео је да ради разне послове не би ли преживео и уз пут је почео да пише. Кренуо је да пише приче за конкурсе и одмах имао успеха. Афирмација је дошла из Босне, где су му у Сарајеву дали другу награду за причу "Добровољци". Прешао је из Панчева у Београд, где је наставио писање; ту је добио подршку од књижевних радника и новинара. Од пресудног значаја за његов живот и новинарску каријеру био је књижевник и критичар Милан Богдановић, који му је пружио драгоцену помоћ и подршку. Саветовао му је да се не бави само журналистиком јер је Новинарство смрт за књижевност. Богдановић је препознао његов велики таленат и преко Мирка Тепавца, тадашњег директора Радио Београда, нашао му ту запослење.

## Стваралаштво
Писањем се почео бавити 1953. године. За роман "Хроника о заборављеном селу" који је објавио 1956. године, добио је награду сарајевске "Народне Просвјете". Сарајлије су му откупиле оба почетничка романа. Прву књигу, збирку песама Немирна трава је објавио 1955. године.  Дуго је радио као новинар репортер у Радио Београду (1958-1970). Због новинарског посла много је путовао по Србији а што му је обогатило искуство и припремило за нове књижевне подухвате. Након 15 година одсуствовања, уследио је плодан књижевни рад у зрелом добу. Био је уверљиви, поштени хроничар Баната, његовог села и судбине земљака Банаћана. Роман Стање свести је под утицајем политичарке Мире Марковић, изашао у малом тиражу и био прећутан у јавности. Најдражи од свих његових романа, како је једном изјавио, био му је "Жабљи скок". Од 1971. године напушта новинарство и посвећује се само писању. Био је деведесетих година 20. века извесно време члан СПО-а, и то у својству потпредседника странке. Али разочаран опозиционим странчарењем, у којем се није ни снашао, изашао је 1994. године из дневне политике. Био је ожењен Вером рођ. Јоксимовић, са којом је имао децу - Марину и Ивана. Био Младен је пола века члан Удружења књижевника Србије, у којем је биран и за члана Управе. Изабран је 2010. године за дописног члана Војвођанске академије наука и уметности у Новом Саду. Живео је наизменично у Београду и Самошу. Кремиран је у кругу породице 12. јануара 2015. године.
Објавио је романе:
- Тескоба,
- Равница,
- Стање свести,
- Истеривање бога,
- Банатски воз,
- Жабљи скок,
- Укоп оца (добио Нинову награду),
- Смутно време (I - 1976, II - 1978),
- Истеривање бога,
- Старци на селу (добио Андрићеву награду 1986. године),
- и збирку прича Псеће гробље.

## Збирка Младен Марков
Удружењу за културу, уметност и међународну сарадњу „Адлигат” баштини збирку књижевника Младена Маркова. Породица Лазић која је основала Адлигат и породица Марков су обе из Баната и познавали су се дужи период. Марков је за своју збирку завештао Октобарску награду града Београда, Андрићеву награду, Орден за народ са сребрном звездом, награду „Јаков Игњатовић”. Поред награда поклонио је богату архиву, укључујући рукописе књига „Стање свести” и „Псећа гробља”, коресподенцију са другим ауторима и преводиоцима, писма Милана Коњевића. Марков је Адлигату поклонио личне предмете и лична документа, као и неколико потписаних књига.